# H.A.R.D.
H.A.R.D. (wcześniej Hard) – węgierska supergrupa hardrockowa, założona w 2004 roku przez Józsefa Kalapácsa i Gábora Mirkovicsa.

## Historia
Zespół został założony przez Józsefa Kalapácsa (dawnego wokalistę Pokolgép i Omen) oraz Gábora Mirkovicsa (byłego gitarzystę Eddy Művek) w Budapeszcie w 2004 roku. Resztę muzyków tworzyli Zsolt Csillik, Dénes Makovics i Zoltán Váry. Makovics został rok później zastąpiony przez Ferenca Béresa, a Váryego zastąpił Tibor Donászy.
Po wydaniu dwóch pozytywnie przyjętych przez krytykę albumów węgierskojęzycznych zespół postanowił nagrać album po angielsku. Ich pierwszy anglojęzyczny album, Traveler, został wydany w marcu 2008 roku. O grupie wzmiankowały największe czasopisma hardrockowe i heavymetalowe, jak „Metal Hammer”, „Burrn!”, „Fireworks”, „Hardline” czy „Powerplay”. W sierpniu 2009 roku z Baltimoore do zespołu przyszedł Szwed Björn Lodin.

## Członkowie zespołu

### Obecni
- Björn Lodin – wokal, gitara, instrumenty klawiszowe
- Zsolt Vámos – gitara, instrumenty klawiszowe
- Gábor Mirkovics – gitara basowa
- Zsolt Borbély – perkusja

### Dawni
- Dénes Makovics – instrumenty klawiszowe
- Zoltán Váry – perkusja
- Tibor Donászy – perkusja
- Ferenc Béres – instrumenty klawiszowe
- József Kalapács – wokal
- Balázs Hornyák – perkusja
- Zsolt Csillik – gitara

## Dyskografia
- Égni kell (2005, EP)
- Égi jel (2005)
- 100% Hard (2007)
- Traveler (2008)
- Time is Waiting for No One (2010)
- Even Keel (2011)